# Newtonia duncanthomasii
Espèce
Newtonia duncanthomasii est une espèce de plantes de la famille des légumineuses (Fabaceae), découverte en 1997 par Barbara Mackinder et Martin Cheek, et déclarée dans l'annuaire des plantes internationales (IPNI) en 2003,. C'est un arbre endémique du Cameroun.

## Étymologie
Son épithète spécifique duncanthomasii rend hommage au botaniste Duncan W. Thomas qui découvrit les premiers spécimens aux monts Rumpi en 1995.

## Description
Newtonia duncanthomasii est une légumineuse. C'est à arbre à feuille permanente, de 8-25(-40) m de haut. Son fût est d'environ 19 m, et son diamètre est aux alentours de 70 cm à une hauteur d'1 m (d'après des mesures faites sur un arbre de 25 m de haut). En général, il n'a pas de contrefort (racines ou partie du tronc au dessus du sol pour le soutenir), mais il peut en avoir 4 ou 5 de 30 à 60 cm de haut ,.

## Distribution et habitat
Assez rare, Newtonia duncanthomasii est endémique du Cameroun, où l'espèce a été observée principalement dans la Région du Sud-Ouest (notamment au parc national de Korup, monts Rumpi, monts Bakossi), également dans celle du Sud (sur la colline Ngwon à l'est de Kribi).
On la trouve en basse montagne, sur les crêtes ou au sommet de collines, à une altitude de (770-)1000-1500(-1800) ,.
C'est un arbre grégaire (qui pousse en groupe compact de plantes congénères).

## Utilité
Dans le village de Kodmin au moins, le bois provenant de cet arbre est employé pour construire les maisons ou autres constructions .

## Conservation
Quoique assez peu répandue, l'espèce n'était pas classée comme menacée sur la liste rouge de l'UICN en 2013.